# 马德库尔
马德库尔（法語：Madecourt，法語發音：[madkuʁ] ⓘ）是法国大東部大區孚日省的一个市镇，属于讷沙托区。

## 地理
马德库尔（48°14'28"N, 6°7'12"E）面积4.49 平方千米，位于法国大東部大區孚日省，该省份为法国东北部内陆省份，北起默兹省和默尔特-摩泽尔省，西接上马恩省，南至上索恩省和贝尔福地区省，东临上莱茵省和下莱茵省。
与马德库尔接壤的市镇（或旧市镇、城区）包括：巴祖瓦耶和梅尼勒、朗库尔、罗兹罗特、瓦勒鲁瓦欧索勒。

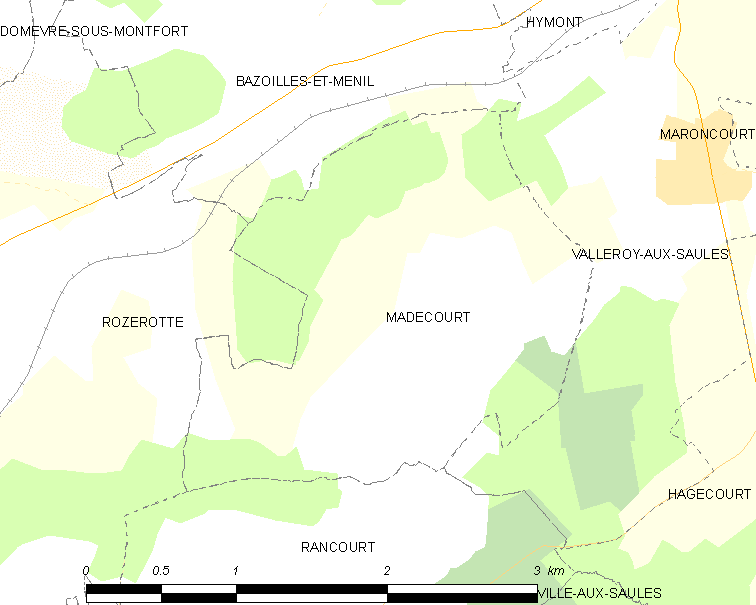
马德库尔的OSM定位图

马德库尔的时区为UTC+01:00、UTC+02:00（夏令时）。

## 行政
马德库尔的邮政编码为88270，INSEE市镇编码为88279。

## 政治
马德库尔所属的省级选区为米尔库尔县。

## 人口

1962-2008年间马德库尔人口变化图示

马德库尔于2022年1月1日时的人口数量为50人。